# Кореоргонел
Кореоргонел (англ. Coreorgonel) — индейское селение племени тутело XVIII века. Было расположено на территории современного округа Томпкинс, примерно в 4 км от от южной оконечности озера Кайюга и недалеко от современного города Итака.
В 1730-х годах племя тутело покинуло свои земли в Виргинии и переселилось на север в поселение Шамокин в Пенсильвании. Лидеры тутело обратились к вождю онайда Шикеллами, жена которого принадлежала к их племени, с просьбой предоставить защиту и разрешить жить вместе с племенами конфедерации ирокезов. В 1753 году остатки племени поселились среди кайюга на севере провинции Нью-Йорк. Кайюга разрешили тутело, и присоединившимся к ним сапони, построить деревню на их землях. Тутело назвали своё поселение Кореоргонел, которое переводится как «Место, где мы храним трубку мира».
Деревня тутело состояла примерно из 25—35 домов и просуществовала около 25 лет. 24—25 сентября 1779 года Кореоргонел, последнее большое поселение тутело, было сожжено полковником Генри Дирборном и его полком в рамках кампании Салливана — Клинтона. К тому времени, когда полк Дирборна обнаружил Кореоргонел, жители деревни уже эвакуировались. В своем дневнике Дирборн описывает, как его люди сжигали деревню, состоящую из 25—35 домов, и близлежащие поля «с 9 утра и до заката». Многие из выживших жителей деревни бежали на север в Канаду вместе с кайюга. 23 сентября 2007 года на месте уничтоженного поселения был основан парк Тутело.